# منطقه بی‌طرف عراق–عربستان

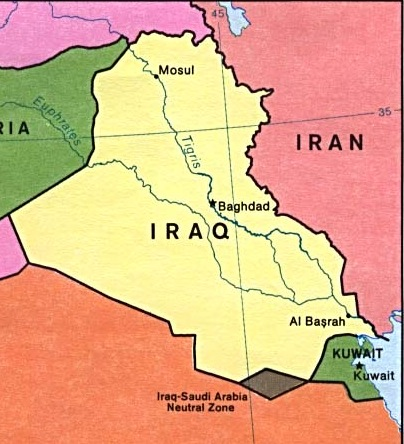
منطقه بی‌طرف عراق-عربستان به رنگ قهوه‌ای در پایین نقشه

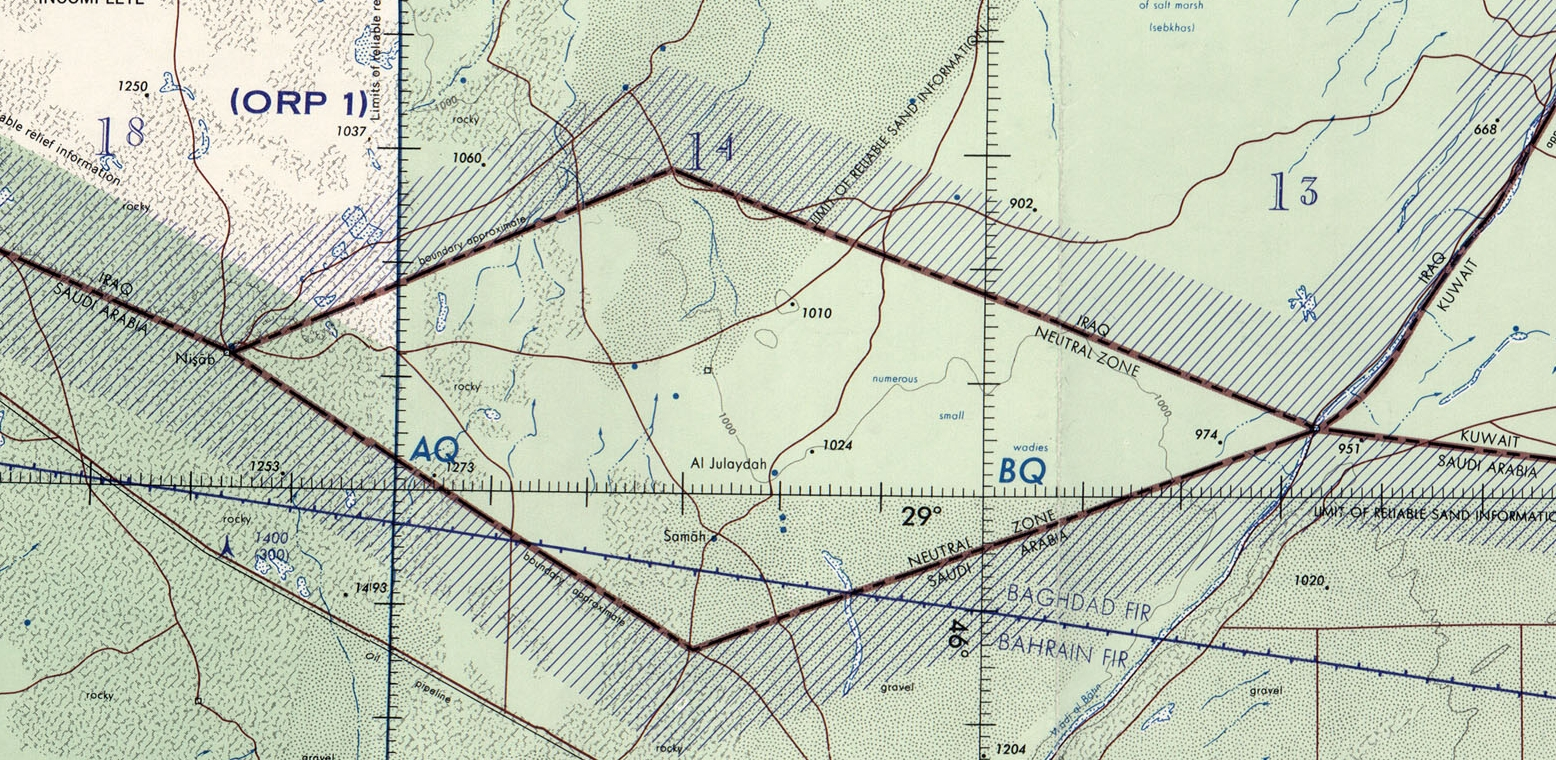
Aeronautical map

Das Gebiet der Neutralen Zone war Aufmarschgebiet der Operation Desert Storm (1991)

منطقهٔ بی‌طرف عراق-عربستان، ناحیه‌ای بی‌طرف میان عربستان سعودی و عراق بود که بر پایهٔ قراردادی از سال ۱۹۸۱ بین دو کشور تقسیم شد. هرچند با آغاز حملهٔ عراق به کویت، عراق کلیهٔ قراردادهای خود را با سعودی‌ها -ازجمله قرارداد مربوط به منطقهٔ بی‌طرف بین دو کشور- کأن لم یکن تلقی کرد. در همان سال، عربستان سعودی این ناحیه را در سازمان ملل متحد به ثبت رساند. امروزه بسیاری از نقشه‌های جدید، این ناحیه را به‌صورت مجزا ترسیم نمی‌کنند.